# Gardenia rutenbergiana
Gardenia rutenbergiana är en måreväxtart som först beskrevs av Henri Ernest Baillon och Wilhelm Vatke, och fick sitt nu gällande namn av J.-f.Leroy. Gardenia rutenbergiana ingår i släktet Gardenia och familjen måreväxter. Inga underarter finns listade i Catalogue of Life.